# Nembrotha cristata
Espèce
Nembrotha cristata est une espèce de nudibranche de la  famille des Polyceridae.

## Distribution
Cette espèce se rencontre dans la zone tropicale Indo/Ouest-Pacifique.

## Habitat
Son habitat correspond à la zone récifale externes ainsi que sur les platiers jusqu'à 30 m de profondeur.

## Description

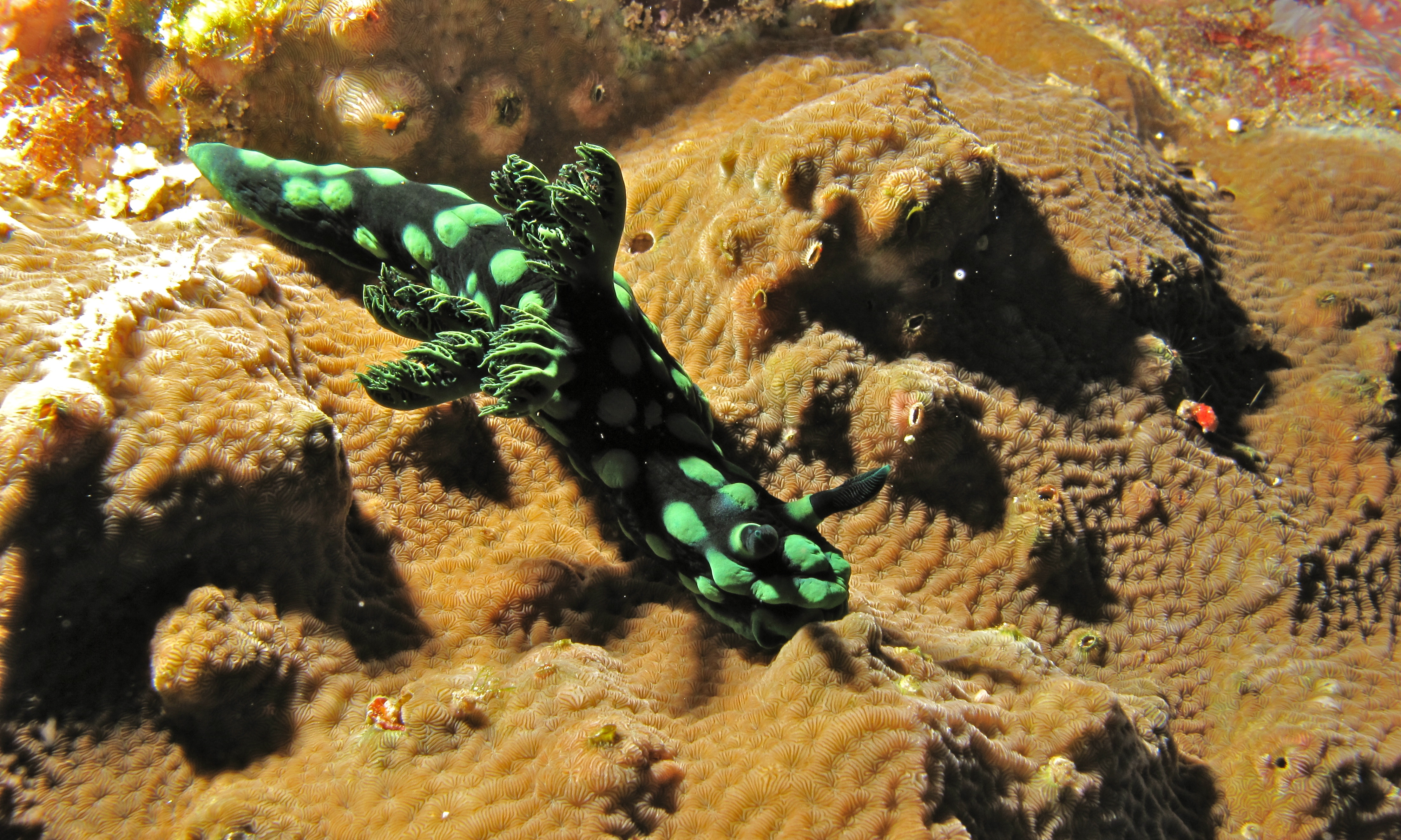
Nembrotha cristata (Sulawesi, Indonésie)

Cette espèce peut mesurer plus de 12 cm.
Le corps est allongé et limaciforme.
Le manteau, avec une jupe réduite sur le côté antérieur, a une couleur de fond noire avec des tubercules verts et un liseré vert sur la bordure périphérique du manteau, soit à la base du pied.
Cette espèce est souvent confondue avec Nembrotha kubaryana, la distinction réside dans la couleur verte de N. cristata et le liseré vert à la base du manteau.
Les rhinophores sont lamellés, noirs et rétractiles dans des fourreaux verts.
Le bouquet branchial, sis relativement au centre du corps, est contractile, vert et surligné de noir.

## Éthologie
Ce Nembrotha est benthique et diurne.

## Alimentation
Nembrotha cristata se nourrit exclusivement d'Ascidies vertes que Willan et Coleman (1984) ont identifiée comme étant des Eudistoma olivaceum.